# コルドバCFフットサル
コルドバCFフットサル (Córdoba CF Futsal) は、スペイン・アンダルシア州コルドバ県コルドバに本拠地を置くフットサルクラブ。プリメーラ・ディビシオンに所属している。3,500人収容のパラシオ・ムニシパル・デ・デポルテス・ビスタ・アレグレをホームアリーナとしている。

## 歴史
2013年、アンダルシア州コルドバにコルドバCFフットサルが設立された。2013-14シーズン終了後には地域リーグ1部（5部相当）からテルセーラ・ディビシオン（4部相当）に昇格し、2014-15シーズンには4部で優勝してセグンダ・ディビシオンB（3部相当）に昇格した。2015-16シーズンには3部で5位となった。2016-17シーズンには3部で1位となってセグンダ・ディビシオン（2部）に昇格した。2017-18シーズンには2部で9位となり、2018-19シーズンには2部で優勝してプリメーラ・ディビシオン（1部）に昇格した。2020年には日本代表の清水和也が加入した。

## 所属選手

### 2019-20シーズン所属選手
- 2  フアンラ（フィクソ）
- 3  ヒアソン（フィクソ）
- 6  ロロ・ハルケ（アラ）
- 7  ヘスス・ロドリゲス（フィクソ）
- 9  ダビド・レアル（アラ）
- 10  マヌ・レアル（アラ）
- 11  コセキ（アラ）
- 12  ノノ（ゴレイロ）
- 13  ケコ（ピヴォ）
- 14  パブロ・デル・モラル（フィクソ）
- 16  クリスティアン・C・M（ピヴォ）
- 17  ハビ・サンチェス（アラ）
- 21  セキ（アラ）
- 23  ゴンサロ（ゴレイロ）
- 27  クリスティアン（ゴレイロ）
- 29  セサル（アラ）
- ??  清水和也（ピヴォ）

### 歴代所属選手
- 2020-  清水和也

## 成績
| シーズン | 部  | リーグ       | 順位 | 備考    |
| -------- | --- | ------------ | ---- | ------- |
| 2013-14  | 5部 | テリトリアル | 1位  | 4部昇格 |
| 2014-15  | 4部 | テルセーラ   | 1位  | 3部昇格 |
| 2015-16  | 3部 | セグンダB    | 5位  |         |
| 2016-17  | 3部 | セグンダB    | 1位  | 2部昇格 |
| 2017-18  | 2部 | セグンダ     | 9位  |         |
| 2018-19  | 2部 | セグンダ     | 1位  | 1部昇格 |
| 2019-20  | 1部 | プリメーラ   |      |         |